# Hippolais olivetorum

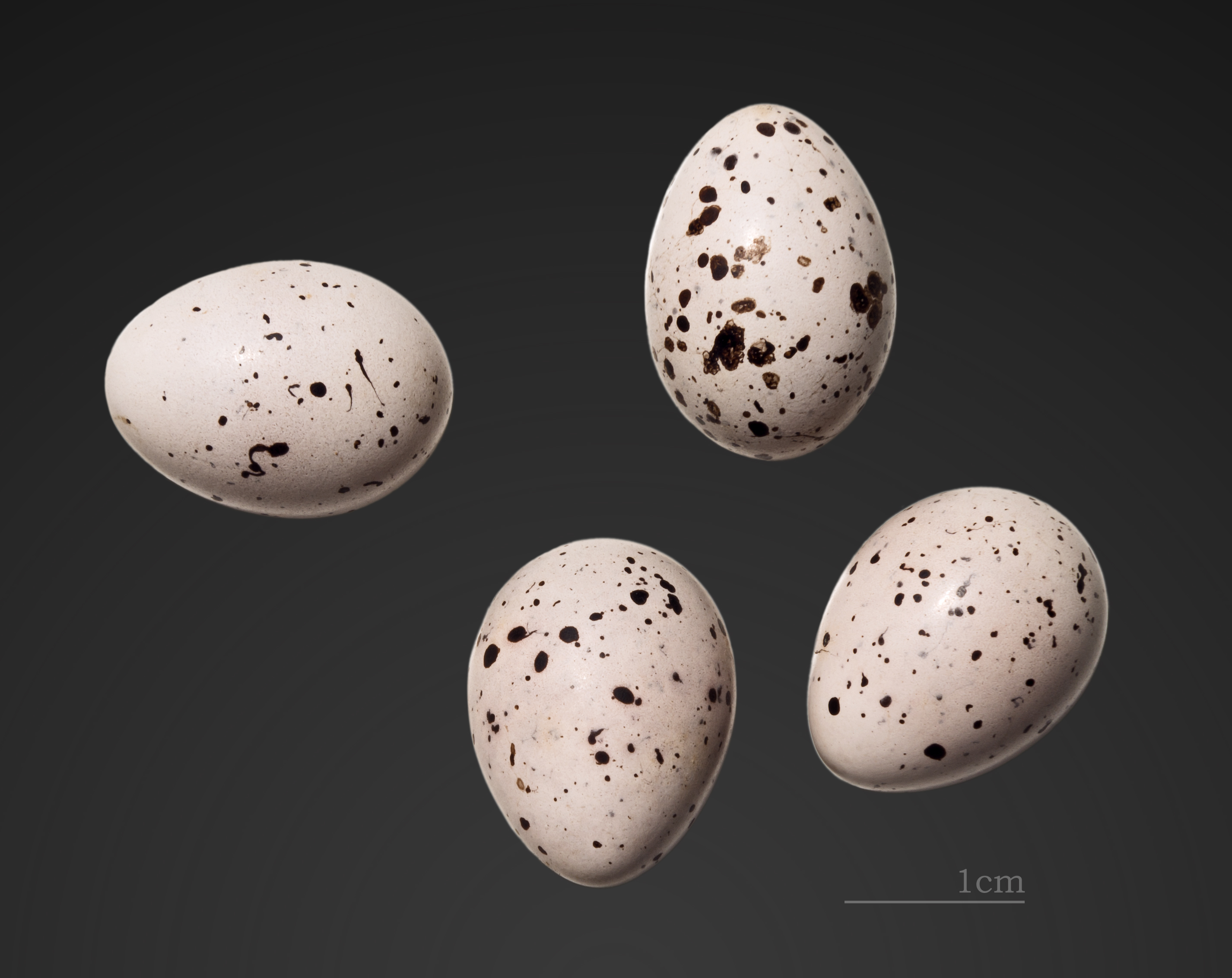
Hippolais olivetorum

Hippolais olivetorum là một loài chim trong họ Acrocephalidae.